# Si vas para Chile
«Si vas para Chile» es un vals compuesto por el músico chileno Chito Faró en 1942. Esta canción es uno de los temas más populares de la música chilena y ha sido interpretado por una multitud de intérpretes, entre los que se encuentran Los Huasos Quincheros y Los Cuatro Cuartos.

## Historia
La canción fue compuesta por Faró durante su estadía en un hotel de la calle Sarmiento en Buenos Aires, Argentina. Originalmente, la letra mencionaba a la localidad de Los Andes donde había vivido muchos años el compositor.
Faró habría tratado de vender la obra a las autoridades de dicha ciudad pero lo rechazaron; tras una propuesta de Raúl Matas, el autor habría cambiado la localidad de Los Andes a Las Condes, por asuntos monetarios. En las versiones iniciales del sencillo, Faró era acompañado con arpa de Alberto Rey.

## Descripción

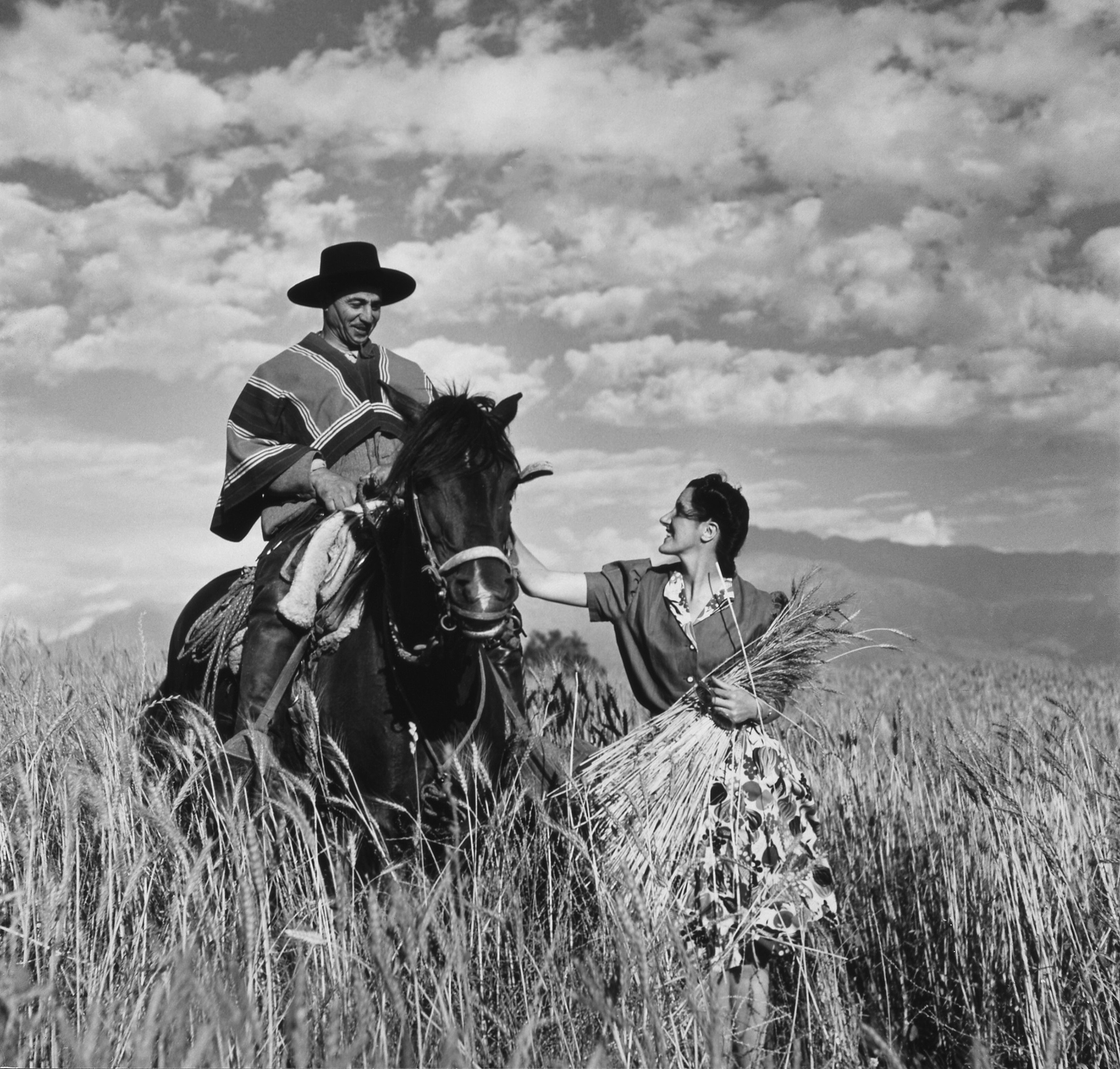
«Señora Maria Vial de Prieto petting gaucho's horse "Prique," in a wheat field in Chile» por Toni Frissell, 1940. Esta fotografía retrata parte del ideario cultural de una vida tranquila que se presenta en la canción.

El tema trata la petición de un chileno que se encuentra en el extranjero a una persona que va a visitar el país para que encuentre a la mujer que ama, y le exprese sus sentimientos desde la distancia. Para ello, le da las indicaciones de cómo llegar al hogar de la amada, describiendo así las características del Valle Central: sauces junto a esteros, los cerros andinos y campesinos, entre otros.
En el tema, la letra dice que la descripción corresponde a la de un "pueblito" llamado Las Condes. En la época en que compuso el tema, Las Condes era una zona agrícola al oriente de Santiago de Chile, pero con el paso de los años fue urbanizada e integrada al área metropolitana de Santiago, siendo en la actualidad un importante centro financiero.

## Versiones
Desde su composición en la década de 1940, «Si vas para Chile» ha sido interpretada por Los Cuatro Cuartos, Silvia Infantas y Los Cóndores, Armando Hernández, Pedro Messone, Huasos de Algarrobal y Los Huasos Quincheros.
En 2019, Valentín Trujillo y Daniel Muñoz hicieron interpretación de esta y otras piezas musicales populares de Chile.
La canción fue interpretada por la Orquesta Aragón en un concierto en Chile realizado por diversos músicos cubanos, quedando registrada en el álbum en directo Saludo cubano de 1971 lanzado por el sello DICAP. La misma también forma parte del lado A del sencillo «Si vas por Chile / Yo vendo unos ojos negros», de la misma banda, lanzado el mismo año y bajo la misma casa discográfica.

## En la cultura popular
La frase de cierre de la canción es una de las más recordadas dentro de la música popular chilena:

«Y verás como quieren en Chile al amigo cuando es forastero»

El verso es constantemente recordado para resaltar la cordialidad del pueblo frente a los extranjeros e inmigrantes y es utilizada en algunas oportunidades de forma irónica ante situaciones de xenofobia.
De acuerdo a una encuesta realizada durante 2018 por la radio Rock & Pop, «Si vas para Chile» está en el 65.º puesto de «las 100 canciones más importantes de la música chilena».
El director y guionista chileno Álvaro Díaz dirigió un documental llamado Si vas para Chile. Durante la década de 1990 Bruna Truffa y Rodrigo Cabezas presentan su instalación artística y pintura titulada Si vas para Chile en el Museo Nacional de Bellas Artes. En 2009 fue estrenado otro documental con el mismo nombre, dirigido por Andrés Donoso, Pablo Mardones y Rafael Contreras.